# Войнешица
Войнешица (рум. Voineșița) — село у повіті Вилча в Румунії. Входить до складу комуни Войняса.
Село розташоване на відстані 199 км на північний захід від Бухареста, 47 км на північний захід від Римніку-Вилчі, 121 км на північ від Крайови, 130 км на захід від Брашова.

## Населення
За даними перепису населення 2002 року у селі проживали 509 осіб, з них 504 особи (99,0%) румунів. Рідною мовою 505 осіб (99,2%) назвали румунську.